# Кінематограф США
Кінематограф США — термін, що позначає кіноіндустрію США, найбільшу у світі, і зосереджену, головним чином, в околицях містечка Голлівуд (поблизу Лос-Анджелеса, штат Каліфорнія), в якому знаходяться офіси та знімальні павільйони найбільших кінокомпаній США. Індустрія кіно також добре розвинена у місті Нью-Йорк та у штаті Флорида.
Нерідко поняття «американський кінематограф» і «Голлівуд» об'єднують, але це невірно. Американське кіно це не тільки величезна кіноіндустрія Голлівуду, але і добре розвинена система незалежного кіно.

## Історія голлівудського кіно

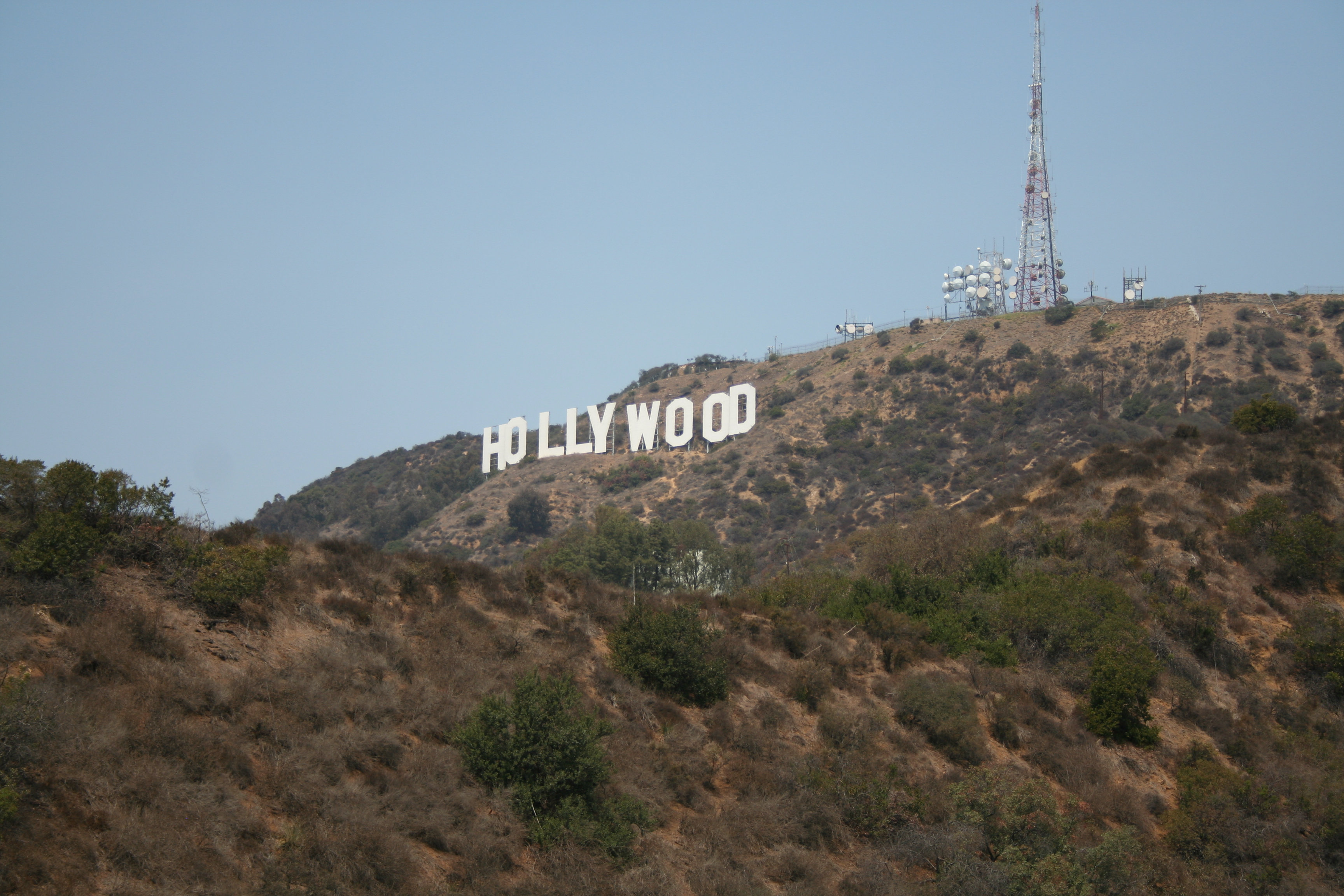
Знак Голлівуду на Голлівудських пагорбах став фірмовим знаком кіноіндустрії США.

### Виникнення
До початку 20 століття існувало кілька десятків дрібних кіностудій, переважно в Нью-Йорку. Дорога оренда приміщень, постійні судові позови, велика кількість похмурих і дощових днів заважали кіновиробництву. І висвітлення в павільйонах через слабо розвинених освітлювальних засобів і малої світлочутливості кіноплівки безпосередньо залежало від сонячного світла.
Голлівуд, що отримало назву від величезного ранчо, що знаходилося на його місці наприкінці 19 століття, розташована в околицях глухого Лос-Анджелес а, володіла винятковими кліматичними та географічними особливостями: більше ніж 300 сонячних днів у році, поблизу гірські масиви (в тому числі знаменитий Великий каньйон), величезні простори прерій і тихоокеанське узбережжя. Місто під боком могло поставляти будівельні матеріали та робочі ресурси, а з часом стати центром з виробництва кіноустаткування і кіноматеріалів (що і відбулося надалі).
Чуйно реагувала на політичні події компанія «Вайтограф». У берегів Гавани в 1898 році відбулася подія, що послужила приводом для початку американо-іспанської війни. За загадкових обставин був підірваний американський крейсер «Мен». У перший же день конфлікту С. Блектон зняв і випустив фільм під назвою «Іспанський прапор зірваний». Сотні копій фільму з великим успіхом розійшлися протягом декількох днів. Таким чином, вже на самому ранньому етапі свого розвитку кінематограф США відкрито виявляв своє ставлення до політичних подій.
Землі під забудову діставалися практично задарма, і в Голлівуді почався небачений будівельний бум. У 1907 кіновиробництво почалося в Лос-Анджелесі. У 1913 в Голлівуді. Перший фільм, з якого почалася історія Голлівуду був вестерном Сесіл Блаунт де Мілль Сесіла Б. де Мілля «Чоловік індіанки (фільм) Чоловік індіанки».
До 1920, завдяки швидкому зростанню низки великих студій і виникненню системи кінозірок, тут знімалося близько 800 фільмів щорічно, а сама назва стала символом розкоші, солодкого життя та ілюзорної магії кіно.
Протягом якихось 15 років скромне село перетворилася на столицю кіноіндустрії Америки, оскільки в ньому зосередилося близько 90 % американських кіностудій.

### Становлення
Становлення американського кінематографа, найпопулярнішого на сьогодні, почалося в 1892 році, коли Томас Едісон сконструював кінескоп. Перший публічний сеанс відбувся в Нью-Йорку в мюзик-холі Байела і Костера. Сеанс складався з невеликих гумористичних і танцювальних номерів.
Через 9 років з'явилися «Нікелодеони» — вид дешевих кінотеатрів у США початку 20 століття, вхід до яких коштував 5 центів. З кожним роком кількість театрів збільшувалася, і до 1908 року їх було вже понад три тисячі. Звичайно ж, нова розвага мала великий успіх у глядачів.
Загострення конкуренції приводило до краху дрібніших студій.
Стали з'являтися великі об'єднання — так звані кінотрести. Ті своєю чергою стали об'єднуватися з прокатними фірмами. Наприклад:
- В 1912 «Парамаунт»
- В 1919 «Юнайтед артістс» (Мері Пікфорд, Дуглас Фербенкс, Чарлі Чаплін та Девід Гріффіт)
- В 1924 «Метро — Голден — Маєр»
- В 1925 «Ворнер бразерс»

Перша студія в Каліфорнії була створена в 1911 році незалежною компанією «Нестор». До 1914 року почалося будівництво фундаментальніших студій багато в чому завдяки активній участі у проєктах фірм, що входять в Компанію кінопатентів: «Байограф», «Вайтанраф» і т. д.
Орієнтація американської кінопромисловості на масового глядача сильно обмежувала «авторські» можливості режисерів. Система вимагала «видовищних» фільмів, що приносять більше прибутку, і тому на перший план вийшли не режисери, а актори — зірки (виникла система кінозірок) та продюсери.
Розвиток американського кінематографа не завжди йшло гладко. Суперечності, зіткнення різних напрямків і тенденцій, розорення і відродження студій, їх об'єднання. Досить виразно в житті Голлівуду проглядалася тенденція до укрупнення кіновиробництва. Наприклад, у 1915 році була створена студія «Метро», в 1919 — «Голдвін Пікчерз», а в 1924 році вони об'єдналися в «Метро-Голдвін-Маєр».

### Розквіт
Головні досягнення Голлівуду пов'язані з розробкою жанрів:
- Комедії М. Ліндера, Ч. Чапліна, Б. Кітона, Г. Ллойда, братів Маркс
- Мелодрами за участю Рудольфо Валентіно
- Вестерни Джона Форда
- Фільми-нуар з Г. Богартом
- Мюзикли з Фредом Астером та Джином Келлі
- Трилери А. Хічкока
- і т. ін. аж до фантастичних стрічок, жахів, бойовиків та блокбастерів останнього часу, — всі ці жанри живуть і виникають «на вимогу» масового глядача, задають досить вузькі рамки для самовираження режисера.

### Післявоєнний період
Для повоєнного періоду характерно створення пеплумов — високобюджетних масштабних кінострічок великого хронометражу по античних сюжетів, з великою кількістю грандіозних сцен масовок і вражаючих уяву декорацій, приміром, «Бен-Гур». Саме з них почалася популярність широкоекранного кіно, яке дозволяло глядачеві «розкрити очі ширше», насолоджуючись панорамою, збудованою у кадрі. Перші десятиліття після війни також вважаються часом розквіту традиційних голлівудських мюзиклів.

### Сучасний період
Сучасний період у голлівудському кіно розпочався наприкінці 1960-х років з розвалом студійної системи. Інтерес до традиційних, шаблонних студійних фільмів за участю зірок неухильно падав, і багато хто навіть великі кіностудії були поставлені на межу розорення. Студійні боси дивувалися про те, яке кіно хоче бачити глядач, і почалися експерименти. Серед молодих режисерів, яким був даний шанс продемонструвати свої здібності, виявилися Джордж Лукас, Стівен Спілберг, Мартін Скорсезе, Френсіс Форд Коппола, Браян Де Пальма. І саме ця група режисерів сформувала сучасний кінематограф в тому вигляді, в якому він увійшов в XXI століття. Їхні фільми наприкінці 1960-х і на початку 1970-х мали величезний успіх, саме через них виникло слово «блокбастер». Керівники великих студій стали довіряти молодим режисерам, запрошувати їх для зйомок стало модно, тим більше що вони, вийшовши з кіношкіл і маленьких студій, вміли укладатися в дуже невеликі бюджети. Потужна хвиля нового, незвичайного, відвертого кіно 1970-х захопила глядачів і в голлівудському кіно почалася нова епоха.
Голлівудський кінематограф виступає ідеологічним знаряддям, таким собі символом сучасної Америки та засобом формування іміджу цієї держави на світовій арені.

## Зірки голлівудського кіно

### Інститут зірок
Інститут зірок у голлівудському кіно почав виникати ще приблизно в 1920-х роках, сформувався протягом 1930-х і досягнув розквіту в 1940-х та 1950-х. Зірки здавалися глядачам небожителями, майбутніх зірок спеціально готували на курсах при кіностудіях. Величезна піар-індустрія при великих кіностудіях спеціально працювала над створенням і підтримкою іміджу зірок. Жовта преса пильно стежила за кожним кроком зірок, розповідаючи про всі події в їх життя і про ексцентричних витівки самих зірок, які таким чином перевіряли межі своєї популярності. Лише в 1970-х роках, з крахом студійної системи та зародженням сучасного голлівудського кінематографа, інтерес до зірок почав набувати інший відтінок: зірки стали ближче, вони вже не здавалися недосяжними. З другого боку, зірки ставали набагато самостійнішими й, урешті-решт, до 1980-х років повністю звільнилися від контролю кіностудій і стали самі формувати свій імідж і навіть самі вибирати репертуар фільмів, в яких вони будуть грати. А до 1990-х років самостійність зірок досягла такого масштабу, що не було перебільшенням сказати, що багато в чому вони самі диктують стиль і напрям розвитку кінематографа, вибираючи ті чи інші фільми, поява у яких відразу приносить фільмів популярність і високі касові збори. Таким чином ситуація кардинально змінилася в порівнянні з 1940-ми роками: кіностудії лише пропонують матеріал для зірок, а зірки, гонорари яких досягли позахмарних вершин, вибираючи той чи інший фільм для зйомки, якраз і задають цим напрям розвитку цілих жанрів.

### Знамениті режисери
- Вуді Аллен
- Роберт Альтман
- Девід Ворк Ґріффіт
- Сесіл Блаунт де Мілль
- Клінт Іствуд
- Стенлі Кубрик
- Джеймс Камерон
- Пітер Джексон
- Орсон Веллс
- Джон Форд
- Джон Х'юстон
- Джордж Лукас
- Стівен Спілберг
- Мартін Скорсезе
- Френсіс Форд Коппола
- Браян Де Пальма
- Спайк Лі
- Біллі Вайлдер
- Вільям Вайлер
- Квентін Тарантіно
- Люк Бессон

### Відомі актори
- Фред Астер
- Джон Беррімор
- Воррен Бітті
- Гамфрі Богарт
- Клара Боу
- Крістіан Бейл
- Марлон Брандо
- Бред Пітт
- Кеті Бейтс
- Лорен Беколл
- Енн Бенкрофт
- Кім Бесінгер
- Дензел Вашингтон
- Жа Жа Габор
- Ава Гарднер
- Кларк Гейбл
- Джуді Гарленд
- Айрін Данн
- Роберт де Ніро
- Олівія де Хевілленд
- Джеймс Дін
- Доріс Дей
- Бетт Девіс
- Кірк Дуглас
- Клінт Іствуд
- Джоан Кроуфорд
- Даян Кітон
- Джин Келлі
- Сільвестр Сталлоне
- Курт Рассел
- Грейс Келлі
- Дебора Керр
- Ніколас Кейдж
- Тоні Кертіс
- Бінг Кросбі
- Джеймс Кегні
- Вероніка Лейк
- Джек Леммон
- Вів'єн Лі
- Мірна Лой
- Лайза Міннеллі
- Мерілін Монро
- Пол Ньюман
- Джек Ніколсон
- Том Круз
- Аль Пачіно
- Грегорі Пек
- Сідні Пуатьє
- Джинджер Роджерс
- Джулія Робертс
- Меріл Стріп
- Барбара Стрейзанд
- Барбара Стенвік
- Ширлі Темпл
- Спенсер Трейсі
- Елізабет Тейлор
- Різ Візерспун
- Джон Вейн
- Хіт Леджер
- Брюс Вілліс
- Ума Турман
- Бенедикт Кембербетч
- Чак Норріс
- Генрі Фонда
- Джейн Фонда
- Джоан Фонтейн
- Гаррісон Форд
- Джин Хекмен
- Том Генкс
- Кетрін Гепберн
- Одрі Гепберн
- Чарлтон Гестон
- Дастін Гоффман
- Шерон Стоун
- Джулія Ендрюс
- Енн-Маргрет
- Джонні Депп
- Арнольд Шварценеггер
- Крістен Стюарт
- Роберт Паттінсон
- Тейлор Лотнер
- Анджеліна Джолі

## Фестивалі
У Сполучених Штатах Америки налічується понад 100 кінофестивалів різної тематики та специфіки:
- Кінофестиваль «10 менше 10»
- Кінофестиваль «Ґарден Стейт»
- Міжнародний кінофестиваль у Малібу
- Кінофестиваль у Мауї
- Кінофестиваль «Санденс»
- Фестиваль документальних фільмів «Чечня»
- Чиказький відкритий кінофестиваль